# 小本街道
小本街道（おもとかいどう）は、岩手県の盛岡城下と三陸海岸北部の小本を結ぶ街道。現在の国道455号に相当する。

## 概要
盛岡城下で奥州街道から分岐して、藪川（旧玉山村）を経由し、早坂峠を越えて下閉伊郡に入り、さらに、門（かど）、袰綿（ほろわた）、金山峠、岩泉、などを経て乙茂（おとも）から小本（以上、岩泉町）へと通じている。その途中では、野田街道などの呼称も使われていたが、盛岡から岩泉までは本野田街道と重複していた。

## 宿場・伝馬継所
- 盛岡
- 藪川
- 門
- 袰綿
- 岩泉
- 小友
- 中島
- 小本

## 峠
- 早坂峠 （盛岡市-岩泉町）
- 金山峠 （岩泉町）

## 参考資料
- 青森県史編さん近世部会『青森県史 資料編 近世篇 4 南部1　盛岡藩』青森県、2003年3月3日。
- 青森県史編さん近世部会『青森県史 資料編 近世篇 5 南部2　八戸藩』青森県、2011年3月31日。
- 『岩手県史 第5巻 近世篇 2』岩手県、1963年1月30日。
- 「角川日本地名大辞典」編纂委員会『角川日本地名大辞典 2 青森県』角川書店、1985年12月1日。ISBN 4-04-001020-5。
- 「角川日本地名大辞典」編纂委員会『角川日本地名大辞典 3 岩手県』角川書店、1985年。ISBN 4-04-001030-2。
- （有）平凡社地方資料センター『日本歴史地名大系 第2巻 青森県の地名』平凡社、1982年7月10日。
- （有）平凡社地方資料センター『日本歴史地名大系 第3巻 岩手県の地名』平凡社、1990年7月13日。ISBN 4-582-91022-X。